# Mediateka
La  Mediateka de la Alhóndiga de Bilbao es una biblioteca de categoría multidisciplinar, cuenta con servicios multimedia y colecciones especiales (salud, bienestar, cómic, literatura en otros idiomas...). Es un servicio perteneciente a Alhóndiga de Bilbao en el País Vasco (España).
Fue inaugurada el 24 de octubre de 2010, coincidiendo con el día de las bibliotecas y en su primer año recibió 640.000 usuarios.

## Características
Estas son algunas características de la biblioteca:
- Superficie de la biblioteca: 4.000 m² distribuidos en 3 plantas.
- Cuenta con un fondo de colección compuesto por más de 50.000 documentos en diferentes soportes.
- Equipamiento: 250 puestos de lectura o consulta, ordenadores, cabinas de autoaprendizaje, televisiones,...

## Distribución
La distribución es la siguiente:
- Primera Planta: Área Infantil y Juvenil. Hemeroteca, Información local y de actualidad, Comunicación y Periodismo, Bilbao/Bizkaia, novedades.
- Segunda Planta: La imagen y el sonido junto con el arte, las ciencias, la tecnología, la vivienda y el trabajo. Autoaprendizaje de idiomas, informática, etc. Komikteka.
- Tercera Planta: Literatura en diferentes lenguas, el ocio, el tiempo libre, la salud, el bienestar, la actividad física y las personas.